# Театр Порі (Фінляндія)
Театр Порі(фін. Porin Teatteri) — професійний фінський театр утворений в 1884 році в місті Порі, Фінляндія.
Місто Порі вважається колискою фінського театрального мистецтва, адже там в 1872 році вперше було сформовано фінську національну театральну трупу, яка згодом перебралася до Гельсінкі й, згодом, стала носити назву Фінський національний театр. По переїзді в столицю, в порі залишилася частина трупи, театрали-аматори приєдналися до них й, згодом, постало питання їх сценічних проявів. Довший час їм доводилося представлятися на різних непідготовлених площадках містечка Порі.
А коли в 1884 році, шведським архітектором Йоганом Еріком Стенбергом (Johan Erik Stenberg, 1845—1923), постала помпезна будівля на 313 місць в нью-ренесансному стилі — то головними претендентами на неї стала театральна трупа. Так до місця, де зачинався фінський театр — повернувся професійний театр.